# Alex McLeish
Alexander McLeish, mais conhecido como Alex McLeish (Glasgow, 21 de janeiro de 1959), é um treinador de futebol e ex-futebolista escocês que atuava como Zagueiro Central.

## Carreira
Sua carreira estendeu-se de 1978 a 1995 e, exceto em sua última temporada, quando jogou no Motherwell, defendeu apenas o Aberdeen, onde conquistou a Recopa Européia (igualando um feito do Glasgow Rangers) de 1982/83 sobre o Real Madrid. McLeish também participaria da conquista de três campeonatos escoceses e cinco Copas da Escócia.
Quando o técnico do clube, ninguém menos que Alex Ferguson, transferiu-se para o Manchester United após assumir brevemente a Seleção Escocesa para a Copa do Mundo de 1986 (substituindo o recém-falecido Jock Stein), tentou levar o defensor aos Diabos Vermelhos, mas as negociações de McLeish com o United, bem como com o Tottenham Hotspur, fracassaram.
Pela Escócia, McLeish é um terceiro jogador com mais partidas, jogando 77 vezes entre 1980 e 1993 - e disputando as três Copas do Mundo realizadas no período. Quando transferiu-se ao Motherwell, veio para ser também técnico do clube, exercendo o cargo até 1998. Começou a se firmar ao trazer de volta o Hibernian à Liga Premier Escocesa, em 1999. Chamou a atenção do West Ham United e do Rangers, que o contratou em 2001. Ficou no clube de Ibrox até 2007, conquistando duas Ligas Premier e duas Copas da Escócia, para comandar a Escócia nas Eliminatórias para a Eurocopa de 2008. A seleção chegou a liderar um grupo que continha as finalistas da Copa do Mundo de 2006, Itália e França, estando muito perto de se classificar para uma competição oficial desde a Copa do Mundo de 1998. O time, entretanto, sucumbiu e acabou não se classificando.
McLeish recebeu uma dica inusitada para contratar o jovem Lionel Messi no início dos anos 2000, à época em que treinava o Rangers. Segundo a imprensa escocesa, o filho do treinador, um aficcionado pelo jogo Football Manager indicou a contratação de "um jovem promissor do Barcelona B", com quem vinha tendo bons resultados no game. O treinador, por nunca ter ouvido falar do jogador, ignorou o conselho do filho, sem saber do real potencial de Lionel Messi, que estrearia pela equipe profissional do Barcelona aos 16 anos, na temporada 2003-2004.

## Títulos

### Como jogador
Aberdeen
- Scottish Premier League: 1979–80, 1983–84, 1984–85
- Copa da Escócia: 1981–82, 1982–83, 1983–84, 1985–86, 1989–90
- Copa da Liga Escocesa: 1985–86, 1989–90
- Taça dos Clubes Vencedores de Taças: 1982–83
- Supercopa da UEFA: 1983

### Como treinador
Hibernian
- Scottish First Division: 1998–99

Rangers
- Scottish Premier League: 2002–03, 2004–05
- Copa da Escócia: 2001–02, 2002–03
- Copa da Liga Escocesa: 2002, 2003, 2005